# Tromsø (ciudad)
Tromsø es una ciudad del municipio de Tromsø, en el condado de Troms, en Noruega .  Es el centro administrativo del municipio y del condado de Troms. Se encuentra en la isla de Tromsøya, en el estrecho de Tromsøysundet, frente a la costa norte de Noruega. Los suburbios continentales de Tromsdalen están conectado al centro de la ciudad de Tromsøya por el puente de Tromsø y el túnel de Tromsøysund. El suburbio de Kvaløysletta, en la isla de Kvaløya, está conectado al centro de la ciudad por el puente de Sandnessund.
El centro de la ciudad contiene el mayor número de casas antiguas de madera del norte de Noruega; siendo la más antigua del año 1789. Tromsø es un centro cultural para la región y en verano tienen lugar varios festivales.
La ciudad tiene una población de 41.915 (2023).